# Xiaoliu
Xiaoliu (kinesiska: 小留镇, 小留) är en köping i Kina. Den ligger i provinsen Shandong, i den östra delen av landet, omkring 200 kilometer sydväst om provinshuvudstaden Jinan. Antalet invånare är 47600. Befolkningen består av 23 443 kvinnor och 24 157 män. Barn under 15 år utgör 20,0 %, vuxna 15-64 år 69 %, och äldre över 65 år 9,0 %.
Genomsnittlig årsnederbörd är 692 millimeter. Den regnigaste månaden är juli, med i genomsnitt 209 mm nederbörd, och den torraste är januari, med 4 mm nederbörd.